# Каторгинка Вторая
Каторгинка Вторая (Каторгинка-Вторая) — деревня в Козельском районе Калужской области. Входит в состав сельского поселения «Село Покровск».
Расположена на правом берегу реки Сырогожа (приток Клютомы), примерно в 1 км к северо-западу от села Покровск.

## Население
На 2010 год население составляло 11 человек.